# Universidade Jean Piaget da Guiné-Bissau
A Universidade Jean Piaget da Guiné-Bissau é uma instituição de ensino superior privada localizada em Guiné-Bissau.